# Byrsonima eugeniifolia
Byrsonima eugeniifolia là một loài thực vật có hoa trong họ Malpighiaceae. Loài này được Sandwith mô tả khoa học đầu tiên năm 1935.